# Никсон, Агнес
Агнес Никсон (англ. Agnes Nixon, настоящее имя Агнес Экхардт; 10 декабря 1927 — 28 сентября 2016) — американский продюсер, сценарист и актриса.

## Биография
Является создателем длительных сериалов «Все мои дети» и «Одна жизнь, чтобы жить». Она является одной из самых влиятельных и успешных женщин продюсеров на телевидении, за созданные ею сериалы её прозвали «Королевой современной мыльной оперы в США».
За свою карьеру она выиграла пять Дневных премий «Эмми» за свои сериалы, а также пять наград Гильдии сценаристов США. В 1981 году она была удостоена специальной премии от Национальной академии телевизионных искусств и наук.